# Мамедова, Зивер Наджафкули кызы
Зивер Наджафкули кызы Мамедова (азерб. Zivər Nəcəfqulu qızı Məmmədova; 14 июня 1902, Баку — 22 апреля 1980, там же) — первая азербайджанская женщина-скульптор, работавшая преимущественно в портретном жанре. Член Союза художников СССР. Мать народного художника Азербайджана скульптора Токая Мамедова.

## Жизнь и образование
Зивер Мамедова родилась 14 июня 1902 года в Баку в семье Наджафгулу Тагиева. В 1909 году поступила в Бакинское женское учебное заведение (гимназию) Св. Нины. По окончании гимназии Зивер поступила одновременно в два учебных заведения: в натурный класс Азербайджанской высшей художественной школы и в класс скрипки Государственной тюркской музыкальной школы. В 1924 году окончила Азербайджанской высшей художественной школы.

## Деятельность
Училась у скульптора Степана Эрьзи. Эрьзя обучил Мамедову множеству приёмов в области техники и вспомогательных работ. Как сообщала впоследствии Мамедова искусствоведу Д. Новрузовой, Эрьзя говорил ей:
Чтобы быть скульптором, надо быть и плотником, и слесарем, и кузнецом… Художник не должен зависеть от рабочих.
Некоторое время после окончания высшей школы Зивер Мамедова работала в мастерских Степана Эрьзи и Пинхоса Сабсая. Была также известна как портретист и создала богатую галерею портретов. В период с 1930 по 1940 год создала портретные бюсты таких известных личностей, как Азим Азимзаде, Гусейнкули Сарабский, Мешади Азизбеков, Идрис Сулейманов, Гусейнбала Алиев, Басти Багирова и др. Кроме того, изготовила надгробный памятник Азиму Азимзаде в Аллее почётного захоронения.
Зивер Мамедова также была профессиональной скрипачкой. Она играла на скрипке в Государственном симфоническом оркестре, созданном и возглавляемом Узеиром Гаджибековым в 1922 году, и была одним из основных исполнителей оперетты «Аршин мал алан» в 1923 году. Некоторое время также работала переводчиком в Государственном издательстве Азербайджана «Азернешр».
В 1950 году создала памятник композитору Узеира Гаджибекова из гипса. Эта работа вошла в историю как единственная, в процессе создания которой Гаджибеков позировал художнику-скульптору. Особо отличаются такие работы Зивер Мамедовой, как «Колхозница» (гипс, 1940), «Девочка с куклой» (декоративная фигурка, фарфор, глазурь, 1950), «Танцовщица» (декоративная фигурка, фарфор, глазурь, позолота, 1954) и другие.
Скончалась Зивер Мамедова 22 апреля 1980 года в Баку.

## Семья
В 1924 году Зивер (до брака – Тагиева) вышла замуж за Габиба Мамедова. От этого брака родились дочь Гюльбениз и сын Токай. Габиб Мамедов в 1928-1930 гг. учился в профтехучилище имени Баумана в Москве. Работал в Совете народных комиссаров корректором-переводчиком.
Сын Токай Мамедов – скульптор и художник. Народный художник
Азербайджанской ССР (1973), член-корреспондент Академии художеств СССР (1975), заслуженный деятель искусств Азербайджанской ССР (1962), профессор (1977). В 1970—1972 годах был председателем правления Союза художников Азербайджана. Лауреат Государственной премии СССР (1978).